# Töcksmarks landskommun
Töcksmarks landskommun var en tidigare kommun i Värmlands län.

## Administrativ historik
När 1862 års kommunalförordningar trädde i kraft inrättades denna kommun i Töcksmarks socken i Nordmarks härad i Värmland. 
Vid kommunreformen 1952 bildade den en storkommun genom att inkorporera Östervallskogs landskommun och Västra Fågelviks landskommun.
År 1974 uppgick landskommunen i Årjängs kommun.

### Kyrklig tillhörighet
I kyrkligt hänseende tillhörde kommunen Töcksmarks församling. Den 1 januari 1952 tillkom Västra Fågelviks församling och Östervallskogs församling.

## Kommunvapen
Blasonering: I fält av silver ett avslitet blått björnhuvud, med tunga och tänder röda, inom en blå bård, belagd med riksgränstecken av silver.
Vapnet fastställdes 1961.

## Geografi
Töcksmarks landskommun omfattade den 1 januari 1952 en areal av 389,57 km², varav 329,58 km² land.

### Tätorter i kommunen 1960
I Töcksmarks kommun fanns tätorten Töcksfors, som hade 417 invånare den 1 november 1960. Tätortsgraden i kommunen var då 15,2 procent.

## Politik

### Mandatfördelning i valen 1938-1970
| 9 | 5 | 6 |

| 20 |

| 8 | 6 | 6 |

| 20 |

| 7 | 6 | 7 |

| 20 |

| 13 | 4 | 5 | 13 |

| 34 |

| 13 | 4 | 11 | 7 |

| 34 |

| 12 | 5 | 10 | 8 |

| 35 |

| 14 |  | 4 | 10 | 6 |

| 33 |

| 12 | 5 | 9 | 2 | 7 |

| 33 |

| 12 | 8 | 8 |  | 6 |

| 33 |